# 万民法
万民法（拉丁語：ius gentium）是古罗马法律体系和受其影响的西方法律传统中的一个国际法概念，万民法并非成文法或法典，而是被认为“依照合理的国际行为标准”而由“万民”普遍遵循的习惯法，与“市民法”概念相对。在罗马帝国皈依基督教后，教会法也成为欧洲万民法的一部分。至16世纪，随着欧洲各国开始形成各种的法典，教宗的权力下降，殖民主义在西方以外建立国家，欧洲人所共同具有的万民法概念趋于分崩离析。